# Nanna Broch
Nanna Broch (27. října 1879, Horten – leden 1971, Oslo) byla norská sociální pracovnice a fotografka.

## Životopis
Narodila se 27. října 1879 v Hortenu jako dcera majitele pivovaru a obchodníka Johana Anthonyho Zincke Brocha. Byla sestrou dětského spisovatele Lagertha Brocha, zoologa Hjalmara Brocha a lingvisty Olafa Brocha.
Od roku 1919 do roku 1945 byla Broch jmenována inspektorkou pro bydlení ve zdravotnických úřadech v Oslu. V roce 1927 byla spoluzakladatelkou sdružení Østkantutstillingen a uspořádala více než devadesát výstav zaměřených na zlepšení životních podmínek, zejména mezi dělnickou třídou. Mezi její nejznámější výstavy patřily „Flaskeberget“ o účincích alkoholismu a „Vasshølet“ na zátěž žen při přepravě vody.

## Galerie

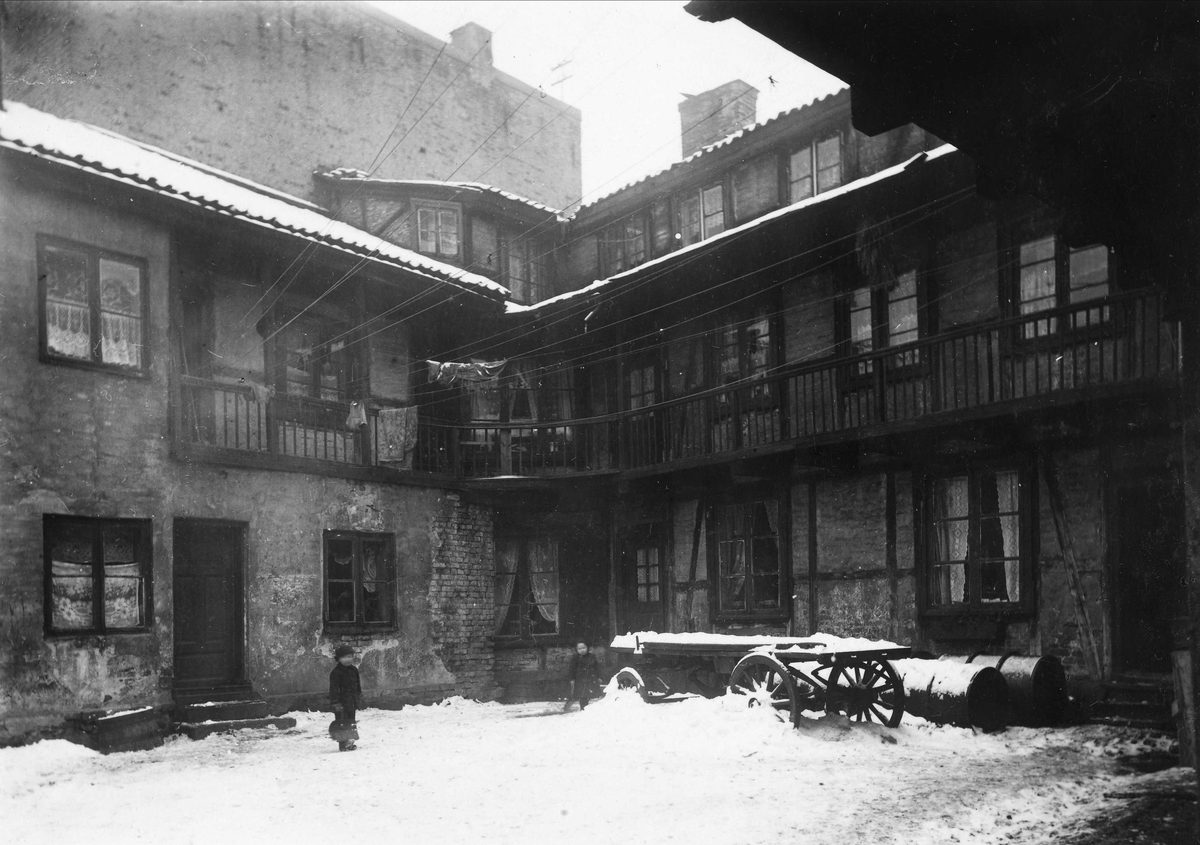
Interiér farmy Rodeløkka v Oslu, asi 1930
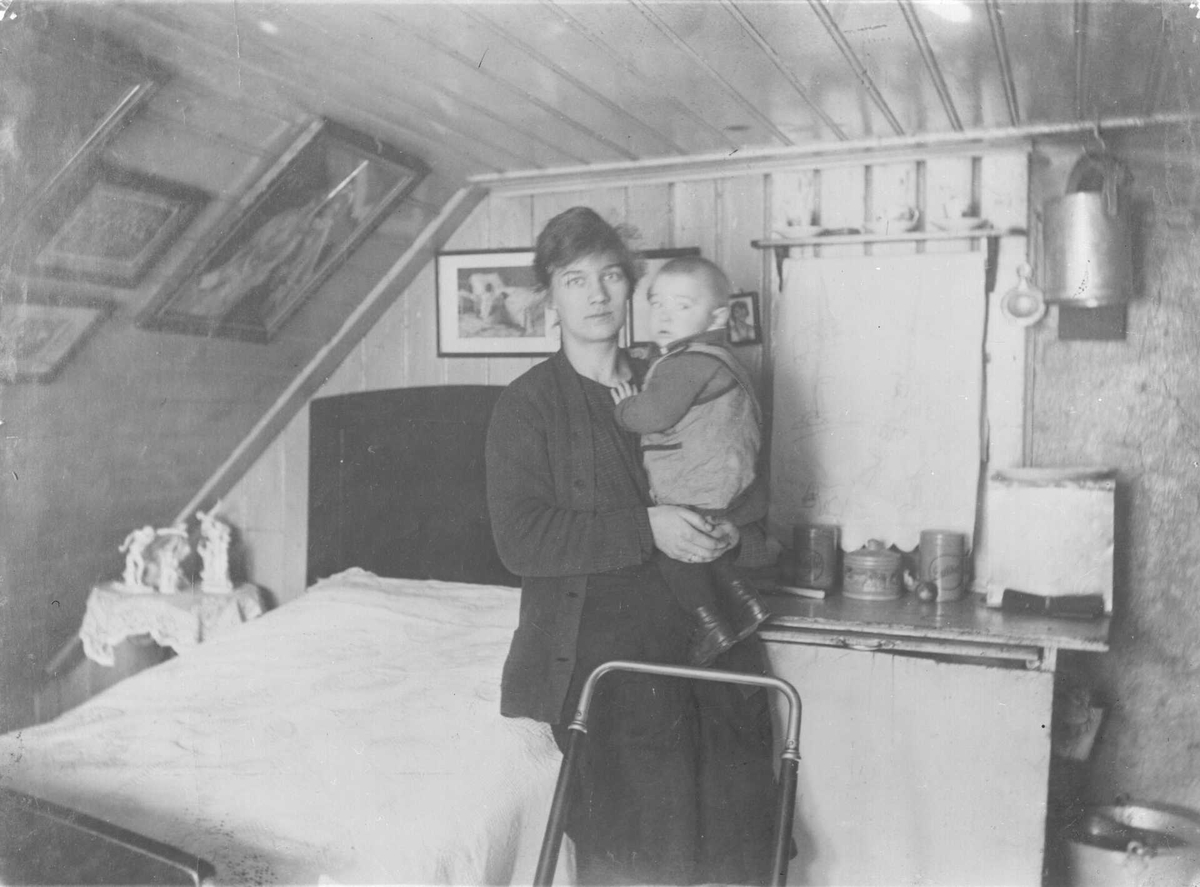
Žena s dítětem v náručí, Rodeløkka
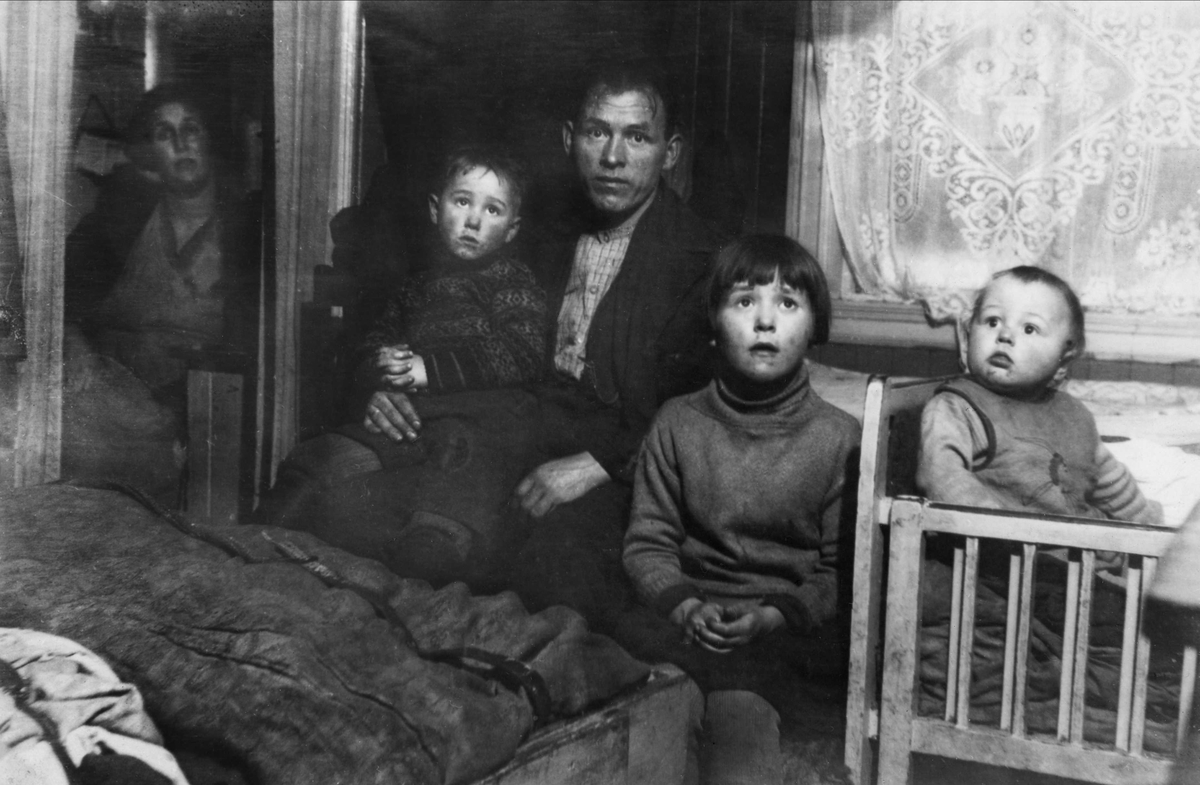
Rodina se třemi dětmi v ložnici
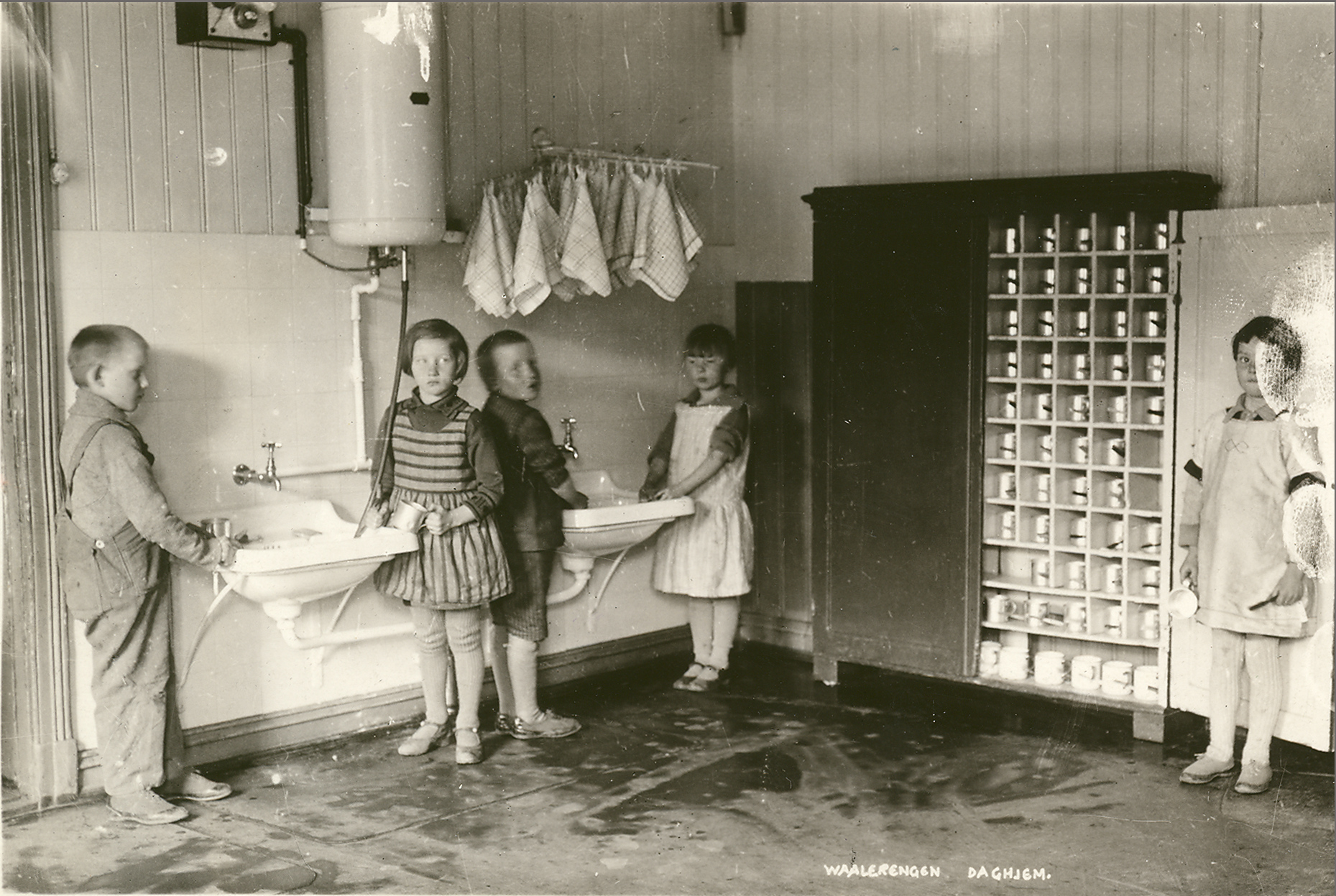
Děti ve školce Vålerengen, připravené si umýt svůj šálek, 1920–1930